# 4in6
4in6 ist ein IPv6-Übergangsmechanismus, der die Übertragung von IPv4-Datenpaketen über ein IPv6-Netzwerk ermöglicht.

## Funktionsweise
Bei 4in6 wird der IPv4-Datenverkehr in IPv6-Datenpakete verpackt, um es IPv4-Knotenpunkten zu ermöglichen, einen Tunnel durch ein IPv6-Netzwerk aufzubauen. Durch die hierbei vorgenommene Kapselung der IPv4-Datenpakete in IPv6-Datenpakete können IPv4-Knotenpunkte, die kein IPv6 unterstützen, dennoch über ein IPv6-Netzwerk kommunizieren.
Nötig ist auf beiden Seiten ein Dual-Stack-Router, der den Parallelbetrieb beider Protokolle unterstützt. Aus Sicht der IPv4-Knotenpunkte wird die IPv6-Infrastruktur als link layer (Sicherungsschicht im OSI-Modell) verwendet.
4in6-Tunnel können manuell konfiguriert werden oder automatisch unter der Verwendung von anderen Protokollen wie beispielsweise TSP.
4in6 kann nur über Tunnelbroker realisiert werden. Zumeist handelt es sich dabei um Internetprovider, die IPv6-Übergänge jeweils für bestimmte Länder oder Regionen anbieten und erst nach vorheriger Registrierung genutzt werden können.

### Spezifikationen
- A. Conta, S. Deering: RFC: <a href='https://datatracker.ietf.org/doc/html/rfc2473' class='extiw' title='rfc:2473'>2473</a> – Generic Packet Tunneling in IPv6 Specification. Dezember 1998 (englisch).